# Diócesis de Estância
La diócesis de Estância (en latín: Dioecesis Stantiana y en portugués: Diocese de Estância) es una circunscripción eclesiástica latina de la Iglesia católica en Brasil, sufragánea de la arquidiócesis de Aracaju. La diócesis es sede vacante desde el 11 de agosto de 2021. 

## Territorio y organización
La diócesis tiene 6736 km² y extiende su jurisdicción sobre los fieles católicos de rito latino residentes en 16 municipios del estado de Sergipe: Estância, Arauá, Boquim, Cristinápolis, Indiaroba, Itabaianinha, Lagarto, Pedrinhas, Poço Verde, Riachão do Dantas, Salgado, Santa Luzia do Itanhy, Simão Dias, Tobias Barreto, Tomar do Geru y Umbaúba.
La sede de la diócesis se encuentra en la ciudad de Estância, en donde se halla la Catedral de Nuestra Señora de Guadalupe.
En 2019 en la diócesis existían 28 parroquias.

## Historia
La diócesis fue erigida el 30 de abril de 1960 con la bula Ecclesiarum omnium del papa Juan XXIII, obteniendo el territorio de la diócesis de Aracaju, la cual fue simultáneamente elevada al rango de arquidiócesis metropolitana.

## Estadísticas
De acuerdo al Anuario Pontificio 2020 la diócesis tenía a fines de 2019 un total de 401 870 fieles bautizados.
| Año                                                                             | Población            | Población | Población      | Sacerdotes | Sacerdotes    | Sacerdotes    | Bautizados por sacerdote | Diáconos permanentes | Religiosos | Religiosos | Parroquias |
| Año                                                                             | Bautizados católicos | Total     | % de católicos | Total      | Clero secular | Clero regular | Bautizados por sacerdote | Diáconos permanentes | Varones    | Mujeres    | Parroquias |
| ------------------------------------------------------------------------------- | -------------------- | --------- | -------------- | ---------- | ------------- | ------------- | ------------------------ | -------------------- | ---------- | ---------- | ---------- |
| 1966                                                                            | 223 800              | 231 500   | 96.7           | 11         | 10            | 1             | 20 345                   |                      |            | 29         | 12         |
| 1970                                                                            | 243 000              | 250 000   | 97.2           | 11         | 11            |               | 22 090                   |                      |            | 24         | 12         |
| 1976                                                                            | 255 000              | 280 000   | 91.1           | 18         | 16            | 2             | 14 166                   |                      | 2          | 29         | 14         |
| 1980                                                                            | 276 000              | 285 000   | 96.8           | 18         | 18            |               | 15 333                   |                      |            | 47         | 12         |
| 1990                                                                            | 345 000              | 350 000   | 98.6           | 15         | 15            |               | 23 000                   |                      |            | 49         | 16         |
| 1999                                                                            | 391 256              | 395 861   | 98.8           | 21         | 21            |               | 18 631                   |                      |            | 73         | 16         |
| 2000                                                                            | 394 002              | 398 953   | 98.8           | 26         | 26            |               | 15 153                   |                      |            | 56         | 16         |
| 2001                                                                            | 401 103              | 404 256   | 99.2           | 28         | 28            |               | 14 325                   |                      |            | 67         | 16         |
| 2002                                                                            | 419 652              | 428 857   | 97.9           | 26         | 26            |               | 16 140                   |                      |            | 70         | 28         |
| 2003                                                                            | 428 915              | 436 125   | 98.3           | 27         | 27            |               | 15 885                   |                      |            | 72         | 28         |
| 2004                                                                            | 421 152              | 431 127   | 97.7           | 26         | 26            |               | 16 198                   |                      |            | 65         | 18         |
| 2006                                                                            | 423 228              | 431 127   | 98.2           | 27         | 27            |               | 15 675                   |                      |            | 67         | 18         |
| 2013                                                                            | 452 000              | 470 000   | 96.2           | 53         | 53            |               | 8528                     |                      |            | 64         | 24         |
| 2016                                                                            | 392 389              | 471 508   | 83.2           | 63         | 62            | 1             | 6228                     |                      | 1          | 58         | 27         |
| 2019                                                                            | 401 870              | 482 900   | 83.2           | 43         | 43            |               | 9345                     |                      |            | 61         | 28         |
| Fuente: Catholic-Hierarchy, que a su vez toma los datos del Anuario Pontificio. |                      |           |                |            |               |               |                          |                      |            |            |            |

## Episcopologio
- José Bezerra Coutinho † (28 de enero de 1961-1 de junio de 1985 retirado)
- Hildebrando Mendes Costa (25 de marzo de 1986-30 de abril de 2003 retirado)
- Marco Eugênio Galrão Leite de Almeida (30 de abril de 2003-25 de septiembre de 2013 nombrado obispo auxiliar de San Salvador de Bahía[3])
- Giovanni Crippa, I.M.C. (9 de julio de 2014-11 de agosto de 2021 nombrado obispo de Ilhéus)[4]
  - sede vacante, desde 2021